# Tribüne (1945–1946)
Tribüne war die sozialdemokratische Landeszeitung für Thüringen von 1945 bis 1946.

## Geschichte
Seit 1889 gab es die SPD-Zeitung Thüringer Tribüne, seit 1897 als Tribüne. Diese musste im Frühjahr 1933 ihr Erscheinen einstellen.
Am 15. September 1945 erschien wieder eine erste Ausgabe, nun als sozialdemokratische Landeszeitung für Thüringen. Es gab zu dieser Zeit bereits  die KPD-Zeitung Thüringer Volkszeitung, einige Tage später wurde die Thüringische Landeszeitung der LDPD gegründet. Die verantwortlichen Redakteure der Tribüne waren Karl Doerr und Friedrich Sarow, ein weiterer Mitarbeiter war Otto Koch. Die Zeitung wurde täglich im Tribüne-Verlag in Weimar herausgegeben, es gab Regionalausgaben in Erfurt, Eisenach und Gotha.
Am 6. April 1946 erschien die letzte Ausgabe. Danach wurde die Redaktion  mit der Thüringer Volkszeitung der KPD  zur Zeitung Thüringer Volk der neu gegründeten SED zusammengelegt. Diese wurde 1950 in Das Volk umbenannt und besteht seit 1990 als Thüringer Allgemeine bis in die Gegenwart.